# Heinrich Wolfgang Seidel
Heinrich Wolfgang Seidel (* 28. August 1876 in Berlin; † 22. September 1945 in München) war evangelischer Pfarrer und Schriftsteller. Er war der Sohn des Ingenieurs und Schriftstellers Heinrich Seidel und seiner Frau Agnes geb. Becker. Seidels Cousine und spätere Ehefrau Ina Seidel war ebenfalls Schriftstellerin.

## Leben

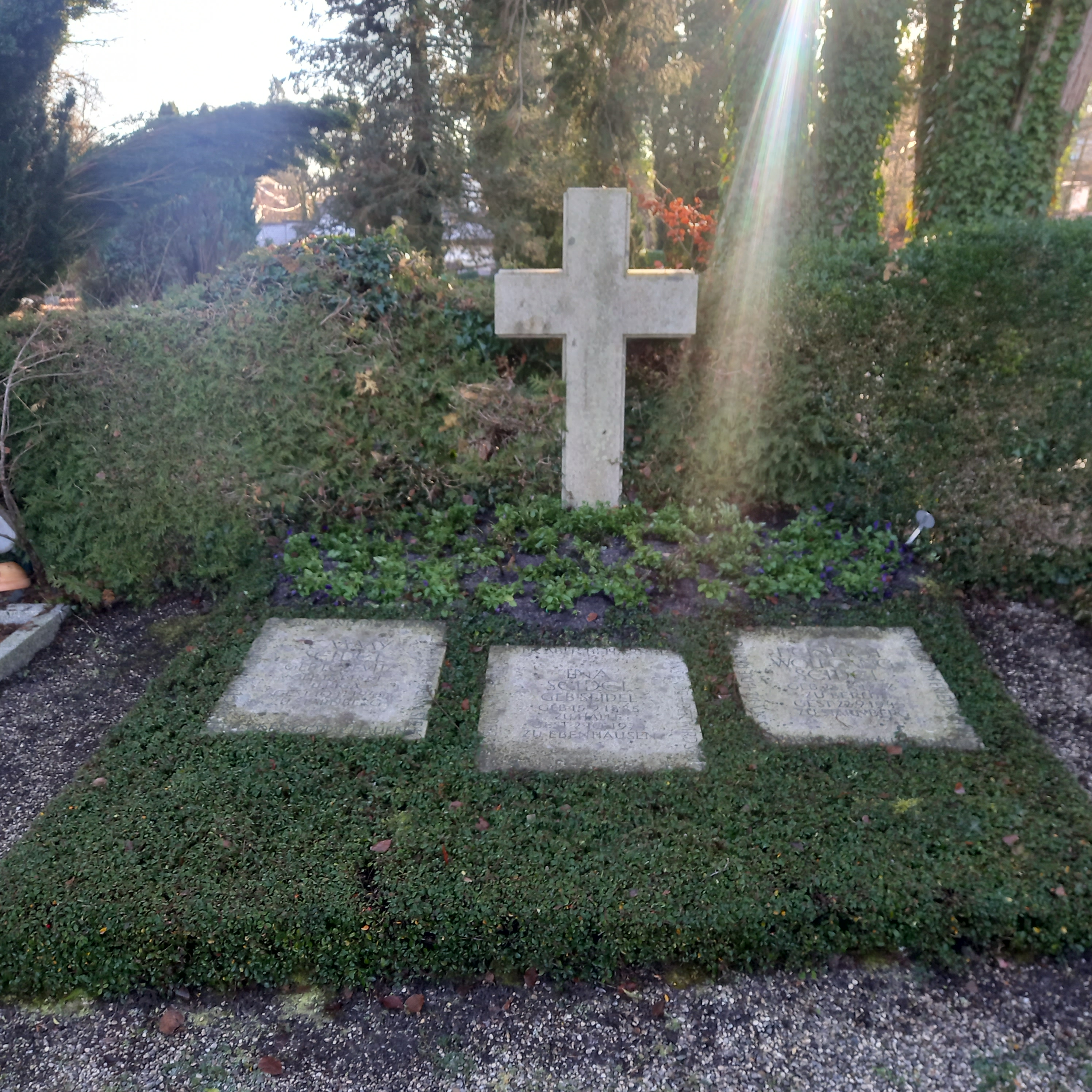
Das Grab von Heinrich Wolfgang Seidel und seiner Ehefrau Ina auf dem Neuen Friedhof in Tutzing

Seidel wuchs in Berlin auf. 1895 erwarben seine Eltern ein Haus in Groß-Lichterfelde, damals „bei Berlin“. Am dortigen Gymnasium legte Seidel das Abitur ab und studierte hauptsächlich an der Berliner Friedrich-Wilhelms-Universität evangelische Theologie. Er belegte auch einige Literaturvorlesungen. Je ein Semester verbrachte er an den Universitäten Marburg und Leipzig. Nachhaltig geprägt wurde er von seinen theologische Lehrern Hermann Gunkel, Adolf von Harnack, Julius Kaftan, Otto Pfleiderer und Bernhard Weiß. 1901 bestand er das Erste theologische Examen. Anschließend verbrachte er das Jahr 1902 als Vikar in der evangelischen Kirchengemeinde Boitzenburg/Uckermark (heute Kommunalgemeinde Boitzenburger Land). Aus diesem Jahr stammen die an die Eltern in Lichterfelde gerichteten Briefe, die seit 1951 unter dem Titel Drei Stunden hinter Berlin mehrfach aufgelegt und 2015 von Klaus Goebel in einer neu kommentierten Ausgabe herausgegeben wurden. Diese Briefsammlung veranlasste Albert von Schirnding, Seidel als „geborenen Erzähler“ zu charakterisieren (Süddeutsche Zeitung 1998). Als Vikar und Hilfsprediger (2. Examen 1904) war Seidel Hauslehrer, mehrfach Vertretungspfarrer, u. a. am Lutherstift Frankfurt (Oder), und ein Jahr in einer Fortbildung am Berliner Domkandidatenstift, bevor er 1907 zum Pfarrer des Lazarus-Kranken- und Diakonissenhauses Berlin, Bernauer Straße, gewählt wurde. Jetzt war die Grundlage zu einer wirtschaftlichen Existenz gelegt. Er konnte Ina Seidel heiraten, mit der er seit 1905 verlobt war. Sie war seine Cousine, Tochter des Medizinprofessors Hermann Seidel, eines Bruders seines Vaters Heinrich.
Sieben Jahre wirkte Seidel bei den Diakonissen an der Bernauer Straße. Das Kapitel Die zehnte Nacht und von zwölfen der zehnte Mann: Wilhelm Traugott Lennacker, eine der Geschichten aus Ina Seidels Erfolgsbuch Lennacker, enthält Motive aus diesem Diakonissenhaus. Ina war nach der schweren Geburt ihres ersten Kindes Heilwig 1908 für viele Monate ans Krankenbett gefesselt und wurde in dieser Zeit zur Schriftstellerin. Heinrich Wolfgang Seidel übte sich sein Leben lang zwar auch als Autor, arbeitete an mehreren Romanen und einer Reihe von Novellen aber nur in seiner Freizeit. 1914 wurde er zum Pfarrer der evangelischen Gemeinde Eberswalde gewählt. 1923 wechselte er in seine Geburtsstadt Berlin, wo ihn der Gemeindekirchenrat an die Neue Kirche am Gendarmenmarkt, Deutscher Dom genannt, berufen hatte. Dort wirkte er bis 1934 und gewann durch seine Predigten in ganz Berlin eine „Personalgemeinde“. Der ihm 1934 bewilligte vorzeitige Ruhestand hatte vor allem gesundheitliche Gründe. Seine Frau, die aus dem Ertrag ihres Erfolgbuches Das Wunschkind in Starnberg am Starnberger See inzwischen ein Haus hatte bauen können, drängte ihn aber auch zum Umzug. Den Ausschlag gab jedoch die kirchenpolitische Situation. Nach der Machtübernahme durch die Nazis hatte die innerkirchliche Bewegung der Deutschen Christen, die von der NS-Ideologie beeinflusst wurde, vorübergehend wichtige kirchliche Positionen erobert. Seidel schloss sich der Gegenbewegung der Bekennenden Kirche an und leistete den Deutschen Christen Widerstand, resignierte jedoch bald. Er blieb ein NS-Gegner, lehnte es ab, einer NS-dominierten Organisation beizutreten und arbeitete in den letzten Lebensjahren noch an Erzählungen und geistlichen Schriften. Er schrieb aber vor allem Briefe, die er in Abschriften in einem umfangreichen Tagebuch der Briefe und Aufzeichnungen festhielt. Auch Ina Seidel lehnte einen Beitritt zur NSDAP ab, unterschied jedoch zwischen der Partei und dem Staat, dessen „Führer“ sie 1939 mit andern deutschen Dichtern ein Gedicht widmete. Diese „Torheit“ hat sie nach dem Zweiten Weltkrieg bitter beklagt. Ihr Ehemann Heinrich Wolfgang Seidel veröffentlichte zuletzt eine kleine Biographie Theodor Fontanes und gab die Gedichte des von ihm verehrten Dichters heraus, den er in seiner Jugend persönlich kennengelernt hatte. Seidel erkrankte Anfang der 40er Jahre an Krebs, dem er 1945 in einer Münchener Klinik erlag.

## Bewertung
In einer postumen kritischen Auseinandersetzung schrieb Werner Bergengruen, dass Seidel nach der „Machtergreifung“ der Nationalsozialisten „uneingeschränkt den Lockungen der nationalsozialistischen Herrlichkeit“ erlag. Für dieses Urteil gibt es in der Biographie jedoch keine Anhaltspunkte.

## Familie
Der 1919 geborene Sohn von Heinrich Wolfgang und Ina Seidel, Georg, wurde Reporter, Kritiker und Essayist. Sein Pseudonym war Christian Ferber.

## Werke (in Auswahl)
- Drei Stunden hinter Berlin. Briefe aus dem Vikariat. Husum: Husum-Verlag 2015 (zuerst 1951)
- Briefe 1934–1944. Witten, Berlin: Eckart-Verlag 1964
- Um die Jahrhundertwende. Jugendbriefe. Gütersloh: Bertelsmann 1952
- Elk. Gütersloh: Bertelsmann 1950
- Abend und Morgen. Gütersloh: Bertelsmann 1950
- Das Antlitz vor Gott. Hamburg: Hoffmann und Campe 1947
- Aus dem Tagebuch der Gedanken und Träume. München: Piper 1946
- Theodor Fontane. Stuttgart: Cotta 1940
- Das Seefräulein. Berlin: Grote 1942
- Krüsemann. Ein Roman aus der Zeit nach dem Kriege. Berlin: Grote 1942
- Das vergitterte Fenster. Berlin: Buchgemeinde 1941
- Das Unvergängliche. München: Piper 1937
- Abend und Morgen. Berlin: Grote 1934
- Der Mann im Alang. Stuttgart, Berlin und Leipzig: Deutsche Verlags-Anstalt 1924
- George Palmerstone. Berlin: Grote 1922
- Die Barnholzer. Berlin: G. Grote’sche Verlagsbuchhandlung 1920
- Der Vogel Tolidan. Berlin: Grote 1913
- Erinnerungen an Heinrich Seidel. Stuttgart: Cotta 1912. Digitalisat vom Internet Archive